# 定海大桥
定海大桥（原名：定马大桥）是中国海南省的一座跨过南渡江公路桥，连接了海口市秀英区和定安县，位于定城镇以西1公里处。桥梁全长1106米，耗资4.6亿人民，2016年11月建成通车，大桥北岸通向 224国道的连接线于2019年4月通车。